# Ла Пуенти (Калифорнија)
Ла Пуенти (енгл. La Puente) град је у америчкој савезној држави Калифорнија. По попису становништва из 2010. у њему је живело 39.816 становника.

## Демографија
Према попису становништва из 2010. у граду је живело 39.816 становника, што је 1.247 (3,0%) становника мање него 2000. године.
| Група             | 2000.          | 2010.          |
| Белци             | 2.749 (6,7%)   | 1.835 (4,6%)   |
| Афроамериканци    | 804 (2,0%)     | 558 (1,4%)     |
| Азијати           | 2.940 (7,2%)   | 3.356 (8,4%)   |
| Хиспаноамериканци | 34.122 (83,1%) | 33.896 (85,1%) |
| Укупно            | 41.063         | 39.816         |